# 全日本新人王決定戦
全日本新人王決定戦（ぜんにほんしんじんおうけっていせん）はプロボクシングの新人ボクサー日本一決定戦。主催は日本プロボクシング協会。発案者は当時日本ボクシングコミッション（JBC）理事だった郡司信夫。

## 概要

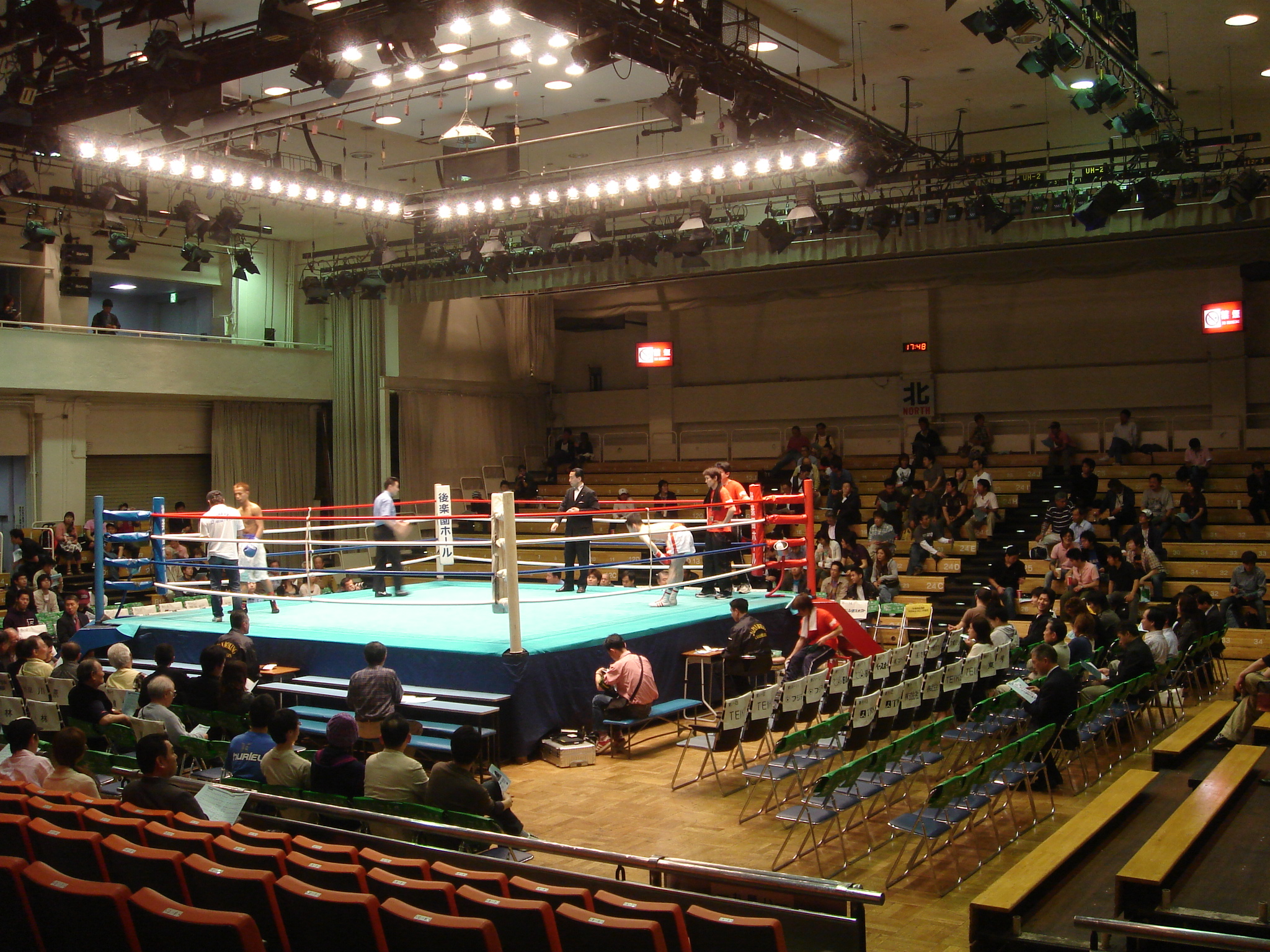
後楽園ホールで行われた東日本の予選（2006年）

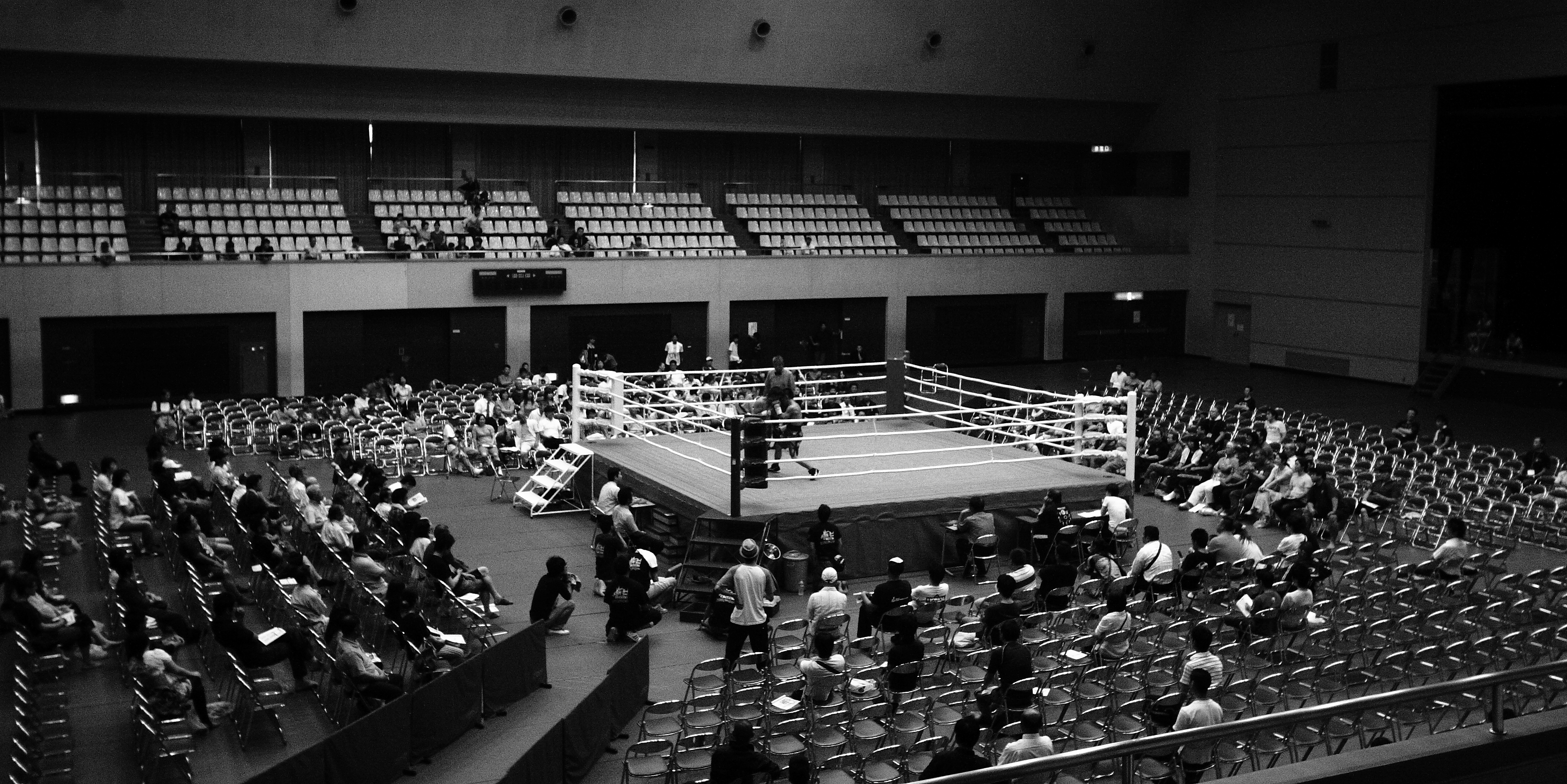
宮崎市総合体育館で行われた西部日本の決勝戦（2011年）

毎年春頃から始まるC級ライセンス選手による「新人王トーナメント」の決勝戦で、毎年12月に後楽園ホールで開催される。
全日本決勝までの道程は、まず東日本（北日本含む）・西日本・中日本・西部日本各地区で各地区・各階級（ミドル級以下と年度によってヘビー級。ただし、スーパーウェルター級に関しては現在実施されていない）の代表決定トーナメントを勝ち抜かなければならない。さらに東日本地区以外の3地区の新人王は「西軍代表」を決定するトーナメントを勝ち抜かねば全日本決勝まで進めない。そうして東日本新人王（＝東軍代表）と西軍代表が、この全日本新人王決定戦で対戦する。西軍代表決定戦はそれまでは西日本・中日本・西部日本の持ち回りであったが、第61回（2014年度）より大阪固定開催に変更されることになった。
公式戦はC級の試合同様4回戦で行われるが、地区新人王決勝及び全日本新人王については第54回（2007年度）より新人王戦4勝を挙げた選手同士の試合は5回戦で行われる。また、全日本新人王では第57回（2010年度）よりラウンドマストシステムの延長戦が導入された。
会場となる後楽園ホールには関係者をはじめ、各選手の応援団や熱心なボクシングファンが全国から駆けつけ、例年立錐の余地の無い超満員となる。
この全日本新人王決定戦に勝利し、全日本新人王を獲得した選手は該当年度の12月付日本ランキングで各階級の最下位にランクされる特典を得る。
第22回（1976年度）よりMVPを始めとする各賞が創設され、新人王の中から選ばれる。
1978年から1981年までは韓国の各級新人王との日韓対抗戦が開催されていた。2011年2月14日に同年4月30日にソウルで30年ぶりに開催されると発表されるも、東日本大震災などの影響で中止となった。2013年4月21日に後楽園ホールで行われた日韓対抗戦は日本の2勝3敗だった。

## 出場資格
以下に挙げるのは条件緩和された第68回（2021年度）の東日本新人王についてであり、他地区は細かい出場資格が異なる。
- C級ライセンス保持者
- エントリー時4勝未満（2014年までは1勝以上、2020年までは1戦以上）
- エントリーは3度まで（2014年までは2度まで）
- アマチュア40勝まで（ただし、一般の部において20勝以上及び前年度日本ランカー以上は不可。2020年までタイトル獲得は高校生まで可）

## 歴史
- 1946年 第1回東日本新人王決定戦が開催される。
- 1955年 第1回西日本新人王決定戦・全日本新人王決定戦が開催される。
- 1975年 各賞創設。
- 1978年 日韓新人王対抗戦が開催される（1981年まで）。
- 1997年 後楽園ホール固定開催になった。
- 2007年 それまで東日本のみだったミニマム級が他地区でも開催。
- 2011年 西日本地区でヘビー級創設[6]。
- 2012年 東日本でもヘビー級開催[7]。

## 歴代MVP
| 回 | 年度 | 選手               | ジム               | 階級                 |
| -- | ---- | ------------------ | ------------------ | -------------------- |
| 22 | 1975 | 服部義広           | 笹崎               | ライト級             |
| 23 | 1976 | 阿南弘生           | 小島工芸           | バンタム級           |
| 24 | 1977 | 夏山嘉徳           | 大阪帝拳           | フェザー級           |
| 25 | 1978 | 丸内徳男           | 大阪帝拳           | スーパーフェザー級   |
| 26 | 1979 | 渡辺二郎           | 大阪帝拳           | フライ級             |
| 27 | 1980 | 山本智春           | ミカド             | フェザー級           |
| 28 | 1981 | 六車卓也           | 大阪帝拳           | フェザー級           |
| 29 | 1982 | 田端信之           | コーエイ工業小田原 | スーパーライト級     |
| 30 | 1983 | 相馬俊石           | セキ               | バンタム級           |
| 31 | 1984 | マーク堀越         | 八戸帝拳           | フェザー級           |
| 32 | 1985 | 高橋直人           | アベ               | バンタム級           |
| 33 | 1986 | 淺川誠二           | 神戸               | フェザー級           |
| 34 | 1987 | 中谷幸男           | 大鵬               | スーパーフライ級     |
| 35 | 1988 | ピューマ渡久地     | ビクトリー         | フライ級             |
| 36 | 1989 | 日内地勇一         | 西遠               | フライ級             |
| 37 | 1990 | 玉城信一           | 帝拳               | ライトフライ級       |
| 38 | 1991 | 守山範一           | グリーンツダ       | ライト級             |
| 39 | 1992 | 瀬徹               | 陽光アダチ         | スーパーフライ級     |
| 40 | 1993 | 畑山隆則           | 京浜川崎           | ジュニアライト級     |
| 41 | 1994 | 木村鋭景           | 帝拳               | スーパーバンタム級   |
| 42 | 1995 | 岡本泰治           | 勝間               | スーパーフライ級     |
| 43 | 1996 | 杉田竜平           | 畑中               | スーパーフェザー級   |
| 44 | 1997 | 中野博             | 畑中               | スーパーフライ級     |
| 45 | 1998 | 大塚陽介           | 松田               | ジュニアウェルター級 |
| 46 | 1999 | ユウジ・ゴメス     | 八王子中屋         | フェザー級           |
| 47 | 2000 | 小林秀徳           | 角海老宝石         | フェザー級           |
| 48 | 2001 | 音田隆夫           | トクホン真闘       | ウェルター級         |
| 49 | 2002 | 金井晶聡           | 姫路木下           | フェザー級           |
| 50 | 2003 | 前堂真人           | 具志川             | フェザー級           |
| 51 | 2004 | 荒井操             | 草加有沢           | ウェルター級         |
| 52 | 2005 | 渡辺信宣           | 協栄               | ウェルター級         |
| 53 | 2006 | 黒田雅之           | 新田               | ライトフライ級       |
| 54 | 2007 | 古口学             | 古口               | スーパーバンタム級   |
| 55 | 2008 | 斉藤司             | 三谷大和スポーツ   | フェザー級           |
| 56 | 2009 | 胡朋宏             | 横浜光             | ミドル級             |
| 57 | 2010 | 土屋修平           | 角海老宝石         | ライト級             |
| 58 | 2011 | 尾川堅一           | 帝拳               | スーパーフェザー級   |
| 59 | 2012 | 齊藤裕太           | 北澤               | スーパーフライ級     |
| 60 | 2013 | 前原太尊康輝       | 六島               | ミドル級             |
| 61 | 2014 | 別府優樹           | 久留米櫛間         | ウェルター級         |
| 62 | 2015 | 市村蓮司           | RK蒲田             | スーパーバンタム級   |
| 63 | 2016 | 吉開右京           | 島袋               | スーパーライト級     |
| 64 | 2017 | 下町俊貴           | グリーンツダ       | スーパーバンタム級   |
| 65 | 2018 | 竹本雄利           | クラトキ           | フェザー級           |
| 66 | 2019 | 本多航大           | 川崎新田           | スーパーライト級     |
| 67 | 2020 | 奈良井翼           | RK蒲田             | スーパーフェザー級   |
| 68 | 2021 | 関根幸太朗         | ワタナベ           | スーパーライト級     |
| 69 | 2022 | スコーピオン金太郎 | 三谷大和           | スーパーライト級     |
| 70 | 2023 | 武藤涼太           | 松田               | スーパーバンタム級   |
| 71 | 2024 | 山本愛翔           | カシミ             | スーパーバンタム級   |

※リングネーム及び所属ジムは当時のもの。

## 全日本新人王出身の世界王者
- ファイティング原田（東日本新人王決勝戦で後の世界フライ級王者海老原博幸に判定勝ち）
- 柴田国明
- ガッツ石松
- 輪島功一
- 渡嘉敷勝男
- 小林弘（東日本新人王決勝戦で後の日本ライト級王者豊島紀芳に判定勝ち）
- 工藤政志
- 渡辺二郎（全日本新人王戦で後のWBC世界フライ級王者小林光二に1回KO勝ち）
- 友利正
- 六車卓也（全日本新人王戦で後の日本フェザー級王者杉谷満に6回判定勝ち）
- レパード玉熊（東日本新人王準決勝戦で後の日本ミニマム級王者横沢健二に判定勝ち）
- 畑中清詞
- 鬼塚勝也
- 竹原慎二（東日本新人王決勝戦で後の日本ミドル級王者ビニー・マーチンに判定勝ち）
- 飯田覚士（デビュー当時からライバル視されていた後の東軍代表で後の日本バンタム級王者松島二郎に6回判定勝ち）
- 畑山隆則
- 徳山昌守
- 高山勝成（西日本新人王予選で翌年の全日本ライトフライ級新人王國重隆に判定勝ち）
- 越本隆志
- 坂田健史（全日本新人王戦で後の日本スーパーフライ級王者有永政幸に6回判定勝ち）
- 内藤大助
- 田口良一
- 伊藤雅雪（全日本新人王戦で後の日本フェザー・スーパーフェザー級王者坂晃典に5回判定勝ち）
- 中谷潤人（全日本新人王戦で後のWBC世界ライトフライ級王者矢吹正道に4回判定勝ち）
- 尾川堅一
- ユーリ阿久井政悟

## 放送
第42回（1995年度）までは西日本決勝と大阪開催年度の決定戦は毎日放送で東日本決勝と後楽園開催年度の決定戦はテレビ東京で放送していた。
第43回（1996年度）から西日本決勝はスカイA「ベストファイトボクシング」、東日本決勝と決定戦は日本テレビ「ダイナミックグローブ」で毎年テレビ中継されていた。なお、第63回（2016年度）を以てスカイAでは打ち切りとなり、西日本決勝もG+に移行。第69回（2022年度）は日テレスポーツ公式YouTubeチャンネルにてリングサイドカメラを使用したライブ配信（実況なし）を行った。
第70回（2023年度）からは西日本決勝はBOXING RAISE、東日本決勝と決定戦はダイナミックグローブの放映権を引き継いだU-NEXTにてそれぞれ配信されている。